# Allegro barbaro (Bartók)
Allegro barbaro, BB 63 (Sz. 49), composta el 1911, és una de les peces per a piano sol més famoses i interpretades amb més freqüència de Béla Bartók. La composició és típica de l'estil de Bartók, utilitzant elements folklòrics. L'obra combina escales hongareses i romaneses; la música camperola hongaresa es basa en l'⁣escala pentatònica, mentre que la música romanesa és en gran part cromàtica. El títol és una crítica als crítics de Bartók que el van qualificar de «bàrbar».

## Història de la composició
Allegro barbaro va ser composta el 1911, però la primera actuació no va tenir lloc fins al 1921. Segons Maurice Hinson, editor, Bartók va estrenar l'obra el febrer de 1913 a Kecskemet, Hongria. Com moltes de les composicions de Bartók, hi ha diverses edicions diferents d'Allegro barbaro. La peça va ser interpretada en privat per Bartók moltes vegades de memòria abans que comencés a anotar la música. En moltes de les primeres versions impreses de la composició, les marques de tempo s'indicaven a una velocitat molt més lenta. Aquestes indicacions confondrien els músics perquè les gravacions de Bartók interpretant la seva pròpia composició eren molt més ràpides del que s'indicava. A més, moltes vegades el compositor interpretava certs accents i dinàmiques, però no arribaven al paper perquè cada interpretació no era igual. Les publicacions de la composició que van tenir lloc el 1918 a Viena s'han convertit en l'edició estàndard i definitiva. L'Allegro barbaro és una elecció freqüent dels estudiants per a orquestrar, en particular per als seus estudis universitaris.

## Anàlisi
La melodia inicial és en gran part pentatònica (les primeres 22 notes de la melodia utilitzen una cel·la que consisteix només en un to sencer i una tercera menor, la peça clau de l'escala pentatònica). De fet, la melodia inicial utilitza un subconjunt del mode frigi. Com moltes de les composicions de Bartók, aquesta peça gira al voltant d'una tonalitat. Aquesta nota gairebé sempre es manté constant i les relacions majors, menors o modals que l'envolten canvien. Allegro barbaro és una composició curta, semblant a una dansa, que a primera vista sona com de composició lliure. No obstant això, es pot començar a trobar una estructura tradicional a la peça observant l'harmonia. L'Allegro barbaro té forma ternària, és a dir, que hi ha dos temes diferents, però un es presenta dues vegades. Un diagrama típic té aquest aspecte: A–B–A. El començament de la composició se centra en fa ♯, la segona àrea temàtica se centra en fa i el retorn del primer tema torna a estar centrat en fa ♯. El material melòdic de l'Allegro barbaro es basa principalment en l'escala pentatònica, mentre que les harmonies subjacents són cromàtiques. Molts dels punts de cadència acaben de manera major o menor, però arriben per moviment cromàtic.
Per mantenir el tall de llibertat i força salvatge, Bartók trenca sovint el flux de l'Allegro barbaro de manera taxativa per espantar una mica l’oient amb un potencial de violència. Les cadències, que semblen irregulars i que tanquen les frases i seccions principals, et sorprenen o et fan esperar una mica abans de cada nou atac. Moltes anàlisis d’aquesta composició han abordat l’estructura general i les harmonies, però no han pogut trobar un patró clar en la formació de les cadències. La dinàmica també és tallant i xocant al llarg de tota la peça. Per exemple, hi ha marques d’accent i el signe sff (que significa ''subito fortissimo'' / ''sobtadament molt fort'') sobre aquests passatges de la partitura.